# Observatoire des résidus de pesticides
L’Observatoire des résidus de pesticides (ORP) est une mission gouvernementale française qui a pour objectif « de rassembler, analyser et valoriser les informations sur la présence des pesticides dans différents milieux. »
Il a été créé en novembre 2003 par les ministres chargés de la santé, de l'agriculture, de la consommation et de l’écologie. Sa création a initialement été confiée à l’Agence française de sécurité sanitaire des aliments (Afssa), l’Agence française de sécurité sanitaire de l'environnement et du travail (Afsset) et l’Institut français de l'environnement (Ifen). Sa coordination scientifique et technique a ensuite été confiée à l’Afsset. Depuis le 1er juillet 2010 et la fusion de l’Afssa et de l’Afsset, l’Agence nationale de sécurité sanitaire de l'alimentation, de l'environnement et du travail (Anses) est chargée de cette coordination.
Cette structure s'intéresse aux pesticides au sens large,, c’est-à-dire les produits phytosanitaires, les biocides, les antiparasitaires externes à usage vétérinaire et humain.
L’Observatoire des résidus de pesticides a été remplacé par la phytopharmacovigilance créé par la loi d’avenir pour l’agriculture de 2014.